# Château de Falletans
Le château de Falletans est un château qui se dresse sur la commune de Falletans dans le département du Jura en région Bourgogne-Franche-Comté.

## Histoire
Le 23 avril 2012, le château est inscrit aux monuments historiques.